# 橋本禎造
橋本 禎造(はしもと ていぞう、1904年3月14日-1991年11月18日)は大正時代から昭和時代にかけての江戸凧職人、凧絵師。歌川派の流れをくむ凧絵師である。

## 来歴
1904年、東京向島請地曳舟に生まれる。 父は際物師の橋本留吉。4歳の時、上野に転居する。江戸時代から上野において坂本房吉、橋本留吉、橋本禎造と三代続く手描きによる江戸凧作りの職人であった。10歳で江戸凧作りを始めており、13歳の時から橋本留吉のもとで修業している。これ以降、歌川国芳の流れをくむ武者絵などによる江戸凧つくりを77年間の生涯にわたって続けている。なお、大正の頃までには木版による凧もあり、版木が存在していたが、1923年の関東大震災において焼失したという。1988年には東京都無形文化財の指定をうけている。享年87。門人に志村康夫がいる。

## 作品
- 「甲冑凧(手描き)」
- 「羅生門」 角凧(手描き 西の内二枚半、障子張)
- 「宇治川合戦」 角凧
- 「一谷合戦」 角凧
- 「義経八艘飛」 角凧
- 「川中島」 角凧
- 「加藤清正」 角凧(題字は「清正公」)
- 「和唐内」 角凧
- 「八犬伝」 角凧
- 「水滸伝」 角凧
- 「義経と弁慶」 角凧
- 「船弁慶」 大凧
- 「奴凧(三奴)」
- 「奴凧(墨は木版、色は型摺、ぼかしは手彩色)」
- 「六角凧 鍾馗」